# فتيح (اسم)
فتيح هو اسم علم مذكر من أصل عربي، ومعناه هو تصغير الاسم فاتح، المنتصر الحاكم بين الفريقين.

## شخصيات تحمل الاسم
- فتيح سيلان (لاعب كرة قدم تركي، 25 نوفمبر 1980[3] – )

## وصلات خارجية
- موسوعة السلطان قابوس لأسماء العرب نسخة محفوظة 5 أبريل 2019 على موقع واي باك مشين.